# Michael Kloft
Michael Kloft (* 1961 in Bonn) ist ein deutscher Journalist, Fernsehautor, TV-Produzent und Regisseur.

## Leben
Michael Kloft, wie der Theologe Matthias Kloft einer von vier Söhnen von Gertrud Kloft, geborene Horn, und des Juristen Alfred Kloft (* 1922; ab 1952 Ministerialdirigent und Referent im Presse- und Informationsamt der Bundesregierung, zuvor Richter am Landgericht Limburg), studierte nach Beendigung des Zivildienstes von 1983 bis 1989 Politikwissenschaft. Zunächst arbeitete er als freischaffender Autor für verschiedene zeithistorische Fernsehdokumentationen, unter anderem für Spiegel TV und Chronos-Film. 1992 wurde er Regieassistent bei Heinrich Breloers Produktion Wehner – die unerzählte Geschichte. Seit 1995 dauerhaft bei Spiegel TV, ist er seit 2000 Leiter der Abteilung „History“ bei Spiegel TV und seit 2009 ist Michael Kloft Geschäftsführer und Programmdirektor beim Pay-TV-Sender Spiegel Geschichte.
Michael Klofts Dokumentationen wurden u. a. von der ARD, dem ZDF (in Zusammenarbeit mit Guido Knopp), Sat.1 und VOX ausgestrahlt.
Die Dokumentation Welche Farbe hat der Krieg – Deutschland 1945 war 1996 für den Adolf-Grimme-Preis nominiert. Hitlers Hehler – Die Schweizer Banken und das Nazigold erhielt 1998 die Bronzemedaille beim New York Film Festival.
Der Dokumentarfilm Das Goebbels-Experiment wurde 2005 auf der Berlinale gezeigt. Im selben Jahr wurde seine zweiteilige Dokumentation Als der Krieg nach Deutschland kam – Tagebuch 1945 für den Deutschen Fernsehpreis nominiert.

„Michael Kloft gilt als der führende Zeitgeschichts- und NS-Experte im deutschen Fernsehen. Seine Produktionen setzten immer wieder neue Maßstäbe...“

## Filmografie
- 1992 – Die Katyn Lüge
- 1993 – Berlin im Kalten Krieg
- 1994 – Parlamentarier unterm Hakenkreuz
- 1994 – Fahndung nach Dr. Goerdeler
- 1995 – Widerstand – Kampf gegen Hitler
- 1995 – Deutschland 1945 – Ende und Anfang
- 1996 – Schuld und Sühne des Albert Speer
- 1996 – Welche Farbe hat der Krieg – Deutschland 1945 (1996 für den Adolf-Grimme-Preis nominiert)
- 1997 – Hitler in Wien – Lehrjahre eines Diktators
- 1998 – Hollywood und der Krieg – wie Starregisseur John Ford den D-Day drehte
- 1998 – Hitlers Hehler – Die Schweizer Banken und das Nazigold (1998 Bronzemedaille beim New York Festival)
- 1999 – Das Dritte Reich in Farbe
- 1999 – Das Fernsehen unter dem Hakenkreuz
- 2000 – Julius Streicher – Der Judenhetzer[6]
- 2001 – Der Tramp und der Diktator
- 2001 – Berlin – Der erste Sommer im Frieden
- 2003 – Die geheimen Welten der Nazis
- 2003 – Die Chronik des Nürnberger Prozesses
- 2004 – Der letzte deutsche Kaiser
- 2004 – Tod im Führerbunker – Die wahre Geschichte von Hitlers Untergang
- 2004 – Feuersturm – Der Bombenkrieg gegen Deutschland
- 2005 – Das Goebbels-Experiment
- 2005 – Als der Krieg nach Deutschland kam
- 2006/07 – Die Jahreschronik des Dritten Reichs (mit vielen privaten Filmaufnahmen, auch in Farbe, 13-teilig, je 45–55 Min)
- 2007 – Die gekaufte Revolution
- 2007 – 100 Jahre Berlin – Vom Kaiser bis zur Kanzlerin
- 2008 – 1933-Hitlers Machtergreifung
- 2009 – Die Gesichter des Bösen – Hitlers Henker (Über Konzentrationslager und Täter der NS-Judenvernichtung)
- 2009 – Als die Welt in Flammen stand – Die Chronik des Zweiten Weltkriegs
- 2009 – Der seltsame Krieg – Hitlers Blitzkrieg gegen Frankreich
- 2011 – Ein Tag schreibt Geschichte – 30. April 1945
- 2011 – Hitlers Tod (Teil 1: Der Selbstmord, Teil 2: Die Kapitulation)[7]
- 2012 – Innenansichten – Deutschland 1937 (unter Verwendung von Aufnahmen aus March of Time: Inside Nazi Germany)
- 2012 – Mythos Erwin Rommel. Dokumentation, 66 Min., Spiegel-TV (DVD)
- 2013 – Richard Wagner – Genius und Dämon der Deutschen
- 2013 – Kanzler – Regieren in Deutschland
- 2015 – 1945 – 12 Städte, 12 Schicksale[8]
- 2015 – Countdown zum Untergang. Das lange Ende des Zweiten Weltkriegs (zwölfteilige Reihe)[9]
- 2017 – Eva Braun – Die Braut des Bösen[10]
- 2017 – Aufstieg und Fall des Kommunismus (12 Folgen)[11][12]
- 2018 ‒ Countdown zum Zweiten Weltkrieg
- 2020 ‒ Leni Riefenstahl – Das Ende eines Mythos
- 2024 ‒ Putins Blutspur – Chronik eines Krieges